# Gaz de photons
Le « gaz de photons » est le nom donné à une collection de photons dont on souhaite étudier les propriétés globales comme pour un gaz constitué de molécules.

## Propriétés du photon

### Le photon en tant que particule élémentaire
Le photon est un boson de masse nulle, de spin égal à 1 pour lequel la composante Sz = 0 est interdite : il n'y a pas de composante longitudinale du champ électromagnétique. Les deux composantes transverses permises correspondent aux deux états de polarisation possibles.
Le photon est caractérisé par
| son énergie              | {\displaystyle e=h\nu }                                 |
| sa quantité de mouvement | {\displaystyle \mathbf {p} =p\,{\boldsymbol {\Omega }}} |
| son état de polarisation | {\displaystyle S_{Z}=\pm {\frac {h}{2\pi }}}            |

où
| {\displaystyle h}                       | constante de Planck             |
| {\displaystyle \nu }                    | fréquence                       |
| {\displaystyle {\boldsymbol {\Omega }}} | vecteur unitaire de propagation |

En relativité restreinte le photon est décrit par un quadrivecteur énergie-quantité de mouvement 
{\displaystyle \mathbf {q} =\left({\frac {e}{c}},\mathbf {p} \right)}
de pseudo-norme nulle du fait de la masse nulle du photon
{\displaystyle q_{\alpha }q^{\alpha }=\left({\frac {e}{c}}\right)^{2}-p^{2}=0}
p étant une quantité positive on en déduit que
{\displaystyle p={\frac {e}{c}}}

### Propriété thermodynamique élémentaire
Dans le domaine d'énergie auquel on s'intéresse il n'y a pas d'interaction photon-photon. Il faut en effet atteindre le domaine des rayons γ pour que cet effet apparaisse. 
En l'absence d'interaction photon-photon la variation du nombre de photons est due à l'interaction avec la matière, en volume pour un gaz ou avec les parois limitant le domaine. Prenons l'exemple d'un gaz de photons de volume V en équilibre dans une enceinte (thermostat) à température T. On sait que l'équilibre thermodynamique d'un système est obtenu lorsque son énergie libre {\displaystyle F(V,T,N)} est minimale, N étant le nombre moyen de photons dans le volume. Alors on peut écrire
{\displaystyle \mu =\left.{\frac {\partial F}{\partial N}}\right|_{V,T}=0}
Cette dérivée définit le potentiel chimique μ qui est donc nul pour le gaz de photons.
On peut également énoncer cette propriété en remarquant que le système précédent, hors d'équilibre, est tel que le nombre de photons peut varier à énergie constante sans apport d'énergie externe, simplement par échange rayonnement-paroi.
Corrélativement on peut en conclure qu'un tel système ne nécessite que deux fonctions d'état pour sa description : V et T.

## Ensemble de photons
Si on analyse, la variation spatio-temporelle du champ électromagnétique par une transformation de Fourier, celui-ci  apparaît comme la superposition d'ondes planes monochromatiques. Le champ électrique par exemple sera donné par
{\displaystyle \mathbf {E} (\mathbf {x} ,t)=\mathbf {E} (\mathbf {k} ,\nu )\,e^{j\,(\mathbf {k} \cdot \mathbf {x} -2\pi \nu t)}}
où {\displaystyle \mathbf {x} } est la position et  {\displaystyle \mathbf {k} }  le vecteur d'onde tel que
{\displaystyle k={\frac {2\pi \nu }{c}}={\frac {2\pi e}{hc}}}.
Les modes propres du champ électromagnétique dans une boîte de dimension L sont définis par l'annulation du champ de l'onde à chaque extrémité du domaine
{\displaystyle k_{i}={\frac {2\pi n_{i}}{L}}\,,\;n_{i}\in \mathbb {N} ^{*}}
Chaque mode possède donc l'énergie
{\displaystyle e_{i}={\frac {hc}{2\pi }}k_{i}=hc\,{\frac {n_{i}}{L}}=h\nu _{i}}
Dans une boîte de dimension raisonnable ces modes sont très serrés compte tenu de la valeur de hc, ce qui justifie le passage au continu effectué plus loin.
Dans l'espace des vecteurs d'onde chaque mode occupe un volume 
{\displaystyle \Delta k_{x}\Delta k_{y}\Delta k_{z}={\frac {1}{2}}\left({\frac {2\pi }{L}}\right)^{3}={\frac {4\pi ^{3}}{V}}}
Le facteur 1/2 étant lié à la dégénérescence qui fait que l'on peut mettre deux photons dans la boîte de volume V.
Dans cet espace le nombre de modes propres dont l'extrémité de k est dans la couronne sphérique de volume  {\displaystyle 4\pi k^{2}\mathrm {d} k}  est
{\displaystyle {\frac {4\pi k^{2}\mathrm {d} k}{\Delta k_{x}\Delta k_{y}\Delta k_{z}}}={\frac {V}{\pi ^{2}}}k^{2}\mathrm {d} k={\frac {8\pi V}{c^{3}}}\nu ^{2}\mathrm {d} \nu }
D'où le nombre d'oscillateurs par unité de volume et de fréquence (ou densité de modes)
{\displaystyle \rho _{\nu }={\frac {8\pi \nu ^{2}}{c^{3}}}}
Le nombre de photons par unité de volume et de fréquence est égal au nombre d'oscillateurs multiplié par le nombre de photons dans chaque mode ou nombre d'occupation moyen
{\displaystyle f_{\nu }=\rho _{\nu }n_{\nu }}
À ce stade nν est inconnu.

## Propagation
Le nombre de photons de fréquence comprise entre ν et ν+dν traversant une surface élémentaire dS pendant le temps dt dans l'angle solide dΩ autour de la direction de propagation normale à l'élément de surface vaut 
{\displaystyle \mathrm {d} N_{\nu }=f_{\nu }(\mathbf {x} ,t,{\boldsymbol {\Omega }})\,c\,\mathrm {d} t\,\mathrm {d} S\,\mathrm {d} \nu \,\mathrm {d} {\boldsymbol {\Omega }}}
Leur énergie est
{\displaystyle {\begin{array}{rcl}\mathrm {d} E_{\nu }&=&h\nu \,\mathrm {d} N_{\nu }\\[0.6em]&=&c\,h\nu \,f_{\nu }(\mathbf {x} ,t,{\boldsymbol {\Omega }})\,\mathrm {d} t\,\mathrm {d} S\,\mathrm {d} \nu \,\mathrm {d} {\boldsymbol {\Omega }}\\[0.6em]&=&L_{\nu }(\mathbf {x} ,t,{\boldsymbol {\Omega }})\,\mathrm {d} t\,\mathrm {d} S\,\mathrm {d} \nu \,\mathrm {d} {\boldsymbol {\Omega }}\end{array}}}
{\displaystyle L_{\nu }=c\,h\nu f_{\nu }} est par définition la luminance. Cette quantité n'est pas un invariant relativiste mais  {\displaystyle {\frac {c^{2}}{2h\nu ^{3}}}L_{\nu }}  l'est puisque cette quantité n'est autre que le nombre d'occupation nν.
La luminance obéit dans le cas hors équilibre thermodynamique à une relation cinétique analogue à l'équation de Boltzmann et qui est la base du transfert radiatif.

## Propriétés thermodynamiques

### Entropie du milieu hors équilibre
L'entropie d'un gaz de photons se propageant dans une direction donnée est définie par la relation suivante ,
{\displaystyle S_{\nu }={\frac {k_{B}\rho _{\nu }}{4\pi }}\left[(n_{\nu }+1)\log(n_{\nu }+1)-n_{\nu }\log n_{\nu }\right]}
Cette relation est utilisée pour l'approximation de l'équation du transfert radiatif (méthode MN).

### Équilibre thermodynamique
Dans le cas de l'équilibre thermodynamique le nombre d'occupation pour chaque état est donné par la statistique de Bose-Einstein avec potentiel chimique nul. Celle-ci correspond au maximum de l'entropie définie ci-dessus
{\displaystyle n_{\nu }^{eq}={\frac {1}{e^{\frac {h\nu }{k_{B}T}}-1}}}
À partir de là on peut écrire les relations spectrales
| - Luminance d'équilibre isotrope (loi de Planck) | {\displaystyle L_{\nu }^{(0)}={\frac {2h\nu ^{3}}{c^{2}}}n_{\nu }^{eq}} |
| - Énergie volumique spectrale                    | {\displaystyle E_{\nu }={\frac {4\pi }{c}}L_{\nu }^{(0)}}               |

Par intégration sur le tout le spectre et sur la sphère unité on obtient les quantités suivantes
| - Énergie par unité de volume (corps noir) | {\displaystyle E=aT^{4}} |
| - Nombre de photons par unité de volume    | {\displaystyle N=\int _{0}^{\infty }\rho _{\nu }n_{\nu }^{eq}\mathrm {d} \nu ={\frac {30\,a\,\zeta (3)}{\pi ^{4}k_{B}}}T^{3}} |
| - Pression (tenseur isotrope)              | {\displaystyle \mathbf {P} ={\frac {E}{3}}\mathbf {Id} ={\frac {aT^{4}}{3}}\mathbf {Id} }                                     |
| - Entropie par unité de volume             | {\displaystyle S={\frac {4E}{3T}}={\frac {4aT^{3}}{3}}}                                                                       |

où
| {\displaystyle a={\frac {8\pi ^{5}k_{B}^{4}}{15c^{3}h^{3}}}={\frac {4\sigma }{c}}} | σ étant la constante de Stefan-Boltzmann                 |
| {\displaystyle \zeta (3)=1.202056...}                                              | {\displaystyle \zeta } étant la fonction zêta de Riemann |
| {\displaystyle \mathbf {Id} }                                                      | est le tenseur identité                                  |

## Détente adiabatique
En introduisant l'énergie {\displaystyle U=E\,V} la détente adiabatique du gaz de photons à l'équilibre thermodynamique s'écrit, :
{\displaystyle {\begin{array}{rcl}\mathrm {d} U&=&\left({\frac {\partial U}{\partial T}}\right)_{V}\mathrm {d} T+\left({\frac {\partial U}{\partial V}}\right)_{T}\mathrm {d} V\\&=&4aT^{3}V\mathrm {d} T+aT^{4}\mathrm {d} V\end{array}}}
Par ailleurs le premier principe de la thermodynamique indique que :
{\displaystyle \mathrm {d} U=-p\mathrm {d} V=-{\frac {aT^{4}}{3}}\mathrm {d} V}
En comparant les expressions ci-dessus il vient :
{\displaystyle {\frac {\mathrm {d} V}{V}}=-3{\frac {\mathrm {d} T}{T}}\quad \Rightarrow \quad VT^{3}=C^{ste}}
Pour un volume sphérique de rayon R la transformation adiabatique s'écrira donc {\displaystyle RT=C^{ste}}. Cette expression conduit à l'explication du fond diffus cosmologique.
L'énergie totale U vaut donc :
{\displaystyle U=C^{ste}aT}
T décroissant dans la détente, l'énergie totale du système décroît, ceci étant lié au travail des forces de pression. Ce phénomène s'accompagne d'un accroissement de l'énergie potentielle gravitationnelle.

## Condensation
Comme pour un boson massique il est possible de produire un condensat de Bose-Einstein dans une micro-cavité optique. Il faut cependant noter que dans les conditions expérimentales les photons sont confinés dans un milieu (presque) parfaitement réfléchissant qui conserve leur nombre et se comportent comme des particules massives avec potentiel chimique non nul.